# Under the Influence (Wildside)
Under the Influence è il primo album del gruppo musicale Wildside, uscito il 27 aprile 1992 per l'etichetta discografica Capitol Records.

## Tracce
1. Hang On Lucy
2. So Far Away
3. Monkey See Monkey Do
4. Just Another Night
5. Looks like Love
6. Lad in Sin
7. Drunkin' Man's Blues
8. How Many Lies
9. Hair of the Dog
10. Heart-N-Soul
11. Kiss This Love Goodbye
12. Clock Strikes

## Formazione
- Drew Hannah - voce
- Brent Wood - chitarra
- Benny Rhynedance - chitarra ritmica
- Marc Simon - basso
- Jimmy D. - batteria, percussioni